# صلیب نقره‌ای
صلیب نقره‌ای یک تله‌فیلم محصول سال ۱۳۸۰ به کارگردانی اسماعیل سلطانیان و نویسندگی بهرام علیان و تهیه‌کنندگی علیرضا سرباز می‌باشد که از شبکه یک پخش شد.

## خلاصه داستان
ژانت مدت دوازده سال است که از آلبرت، همسرش که به جبهه رفته بود، خبری ندارد تا روزی برحسب تصادف در جیب مجروح تصادفی که به بیمارستان محل کارش آورده بودند، صلیبی را که در هنگام رفتن آلبرت به گردنش انداخته بود، می‌یابد. مجروح از دنیا می‌رود و ژانت، صالح همرزم آلبرت و پدر روحانی از روی شماره تلفن و عکس‌هایی که همراه مجروح بود به همه جا سر زده تا سر از زابل درآورده و در آنجا آلبرت را می‌یابند که حافظه اش را از دست داده و نامش را هومن نهاده‌است. آلبرت به کمک صالح و نمایش‌های کودکانه نینت، دخترش، حافظه اش را بازمی‌یابد.

## بازیگران
- آنی زاکاریان
- لوریک میناسیان
- واهاگ عزیزیان
- بیتا فرنگی
- علی عرفانی

## سایر عوامل
- صدابردار: علیرضا توتونچیان
- موسیقی: علیرضا نعمتی